# Лаги (Венеција)
Лаги (итал. Laghi) је насеље у Италији у округу Венеција, региону Венето.
Према процени из 2011. у насељу је живело 22 становника. Насеље се налази на надморској висини од 4 м.